# Jonathan Demme
Jonathan Demme (Baldwin, Nassau, Nueva York, 22 de febrero de 1944-Nueva York, 26 de abril de 2017) fue un director de cine, productor y guionista estadounidense, ganador del Óscar al mejor director en 1991 por The Silence of the Lambs (El silencio de los corderos en España, y El silencio de los inocentes en Hispanoamérica). También dirigió otra galardonada película en 1993 como fue Philadelphia.

## Biografía
Demme debutó para el productor de cine de exploitation Roger Corman, que coescribió y produjo sus dos primeras obrasː Angels Hard as They Come (1971), una roadmovie basada en Rashomon, y The Hot Box (1972). Posteriormente, siguió ligado a Corman y dirigió tres películas para la productora de Corman New World Pictures: Caged Heat (1974), Crazy Mama (1975) y Fighting Mad (1976). Después de esta última, Demme se embarcó en una comedia Handle with Care (originalmente titulado Citizens Band, 1977) para Paramount Pictures. Este film fue bien recibido por las crítica, pero recibió muy poca promoción, y no tuvo un gran acogida de público.
Su siguiente film, Melvin y Howard (1980), no tuvo un estreno nacional pero recibió un aluvión de buenas críticas y le dio el timón para poder dirigir el proyecto de dos estrellas como Goldie Hawn y Kurt Russell Chicas en pie de guerra (1984). y que supuso un trampolín para Demme para ser considerado un director de prestigio, y eso a pesar de las continuas peleas de Demme con Hawn. Demme terminó renunciando al producto terminado, y cuando la película se estrenó en mayo de 1984, en general fue criticada por los críticos y descuidada por los cinéfilos. Después de eso, Demme se centró en realizar el concierto de Talking Heads Stop Making Sense (1984) con el que ganó el Premio al mejor documental de la National Society of Film Critics, y destrás de él, llegaron la comedia de acción Algo salvaje (1986),versión cinematográfica de la obra teatral Swimming to Cambodia (1987) de Spalding Gray y la comedia en el ambiente mafioso Casada con todos (1988). 
A finales de los 80, se convirtió en copropietario de la productora Clinica Estetico, junto a Edward Saxon y Peter Saraf.
A principios de les 90, consiguió su obra más célebreː El silencio de los corderos, que fue galardonado con el Premio Oscar a la mejor película y entró en el selecto grupo de tres películas en la historia de la Academia en ganar los galardones de Mejor película, mejor director, mejor guion, mejor actor y mejor actriz. Inspirado en la enfermedad de su amigo Juan Suárez Botas, Demme aprovechó su influencia ascendente para dirigir Philadelphia (1993), una de las mejores películas dedicadas al SIDA y que hizo que su protagonista Tom Hanks ganara su primer óscar al mejor actor. También codirigió (junto a su sobrino Ted) el videoclip "Streets of Philadelphia" de Bruce Springsteen, que estaba incluida en la banda sonora de la película y que ganó Óscar a la mejor canción original.
En los siguientes años, su carrera siguió por una adaptación de la obra de Toni Morrison Beloved (1998), y dos remakes de dos películas de los 60: La verdad sobre Charlie (2002), basado en la Charade donde Mark Wahlberg realiza el papel que su tiempo hizo Cary Grant, y El mensajero del miedo (2004), con Denzel Washington y Meryl Streep. Posteriormente, Demme se centró en Man from Plains (2007), un documental sobre el expresidente de los Estados Unidos Jimmy Carter en su tour de promoción de su libro Palestine: Peace Not Apartheid, y que fue estrenado en el Festival de Cine de Venecia y en el Festival Internacional de Cine de Toronto.
Su obra La boda de Rachel  (2008) fue comparada con los trabajos de Demme de la década de los 70 y 80. fue incluida en diferentes listas de 2008 a la mejor película y su actriz principal (Anne Hathaway) fue nominada a los premios Oscar a la Mejor actriz. En 2010, Demme hizo su primera incursión en el teatro, dirigiendo "Family Week", una obra de teatro de Beth Henley, producida por Teatro MCC y coprotagonizada por Rosemarie DeWitt y Kathleen Chalfant. Al mismo tiempo, Demme quiso odirigir, producir y guionizar la obra de Stephen King 11/22/63, pero las desavenencias entre director y escritor evitaron el proyecto.
En sus últimos años, volvió a hacerse cargo de un documental sobre un concierto con Justin Timberlake + the Tennessee Kids (2016), que fue descrita como "un retrato de un artista en un momento determinado en el arco de su carrera", y su último proyecto fue una historia de rock & roll para el Salón de la Fama del Rock and Roll compilado a partir de imágenes de las ceremonias de inducción del Salón de la Fama que debutarán en el verano de 2017.
Durante 1980, Demme tuvo un breve romance con la cantante de pop Belinda Carlisle.
El 26 de abril de 2017, falleció a causa de un cáncer de esófago.
Tenía tres hijos: Ramona, Brooklyn y Josephine, y era tío del también director de cine Ted Demme (1963-2002).

## Filmografía
- La cárcel caliente (Caged Heat) (1974)
- Tres mujeres peligrosas (Crazy Mama) (1975)
- Luchando por mis derechos (Fighting Mad) (1976)
- Tratar con cuidado (Handle With Care) (1977)
- El eslabón del Niágara (Last Embrace) (1979)
- Melvin y Howard (1980)
- Chicas en pie de guerra (Swing Shift) (1984)
- Stop Making Sense (concierto de Talking Heads) (1984)
- Algo salvaje (Something wild) (1986)
- Swimming to Cambodia (1987)
- Haiti: Dreams of Democracy (1987)
- Casada con todos (Married to the Mob) (1988)
- El silencio de los corderos (The Silence of the Lambs ) (1991)
- Cousin Bobby (1991)
- Philadelphia (1993)
- Beloved (1998)
- Storefront Hitchcock (1998)
- La verdad sobre Charlie (The Truth About Charlie) (2002)
- The Agronomist (2003)
- El mensajero del miedo (The Manchurian Candidate) (2004)
- Neil Young: Heart of Gold (2006)
- Man from Plains (2007)
- New Home Movies From the Lower 9th Ward (2007)
- La boda de Rachel (Rachel Getting Married) (2008)
- A Master Builder (2013)
- Ricki and the Flash (2015)

### Series de Televisión
- Columbo: Murder Under Glass (1978)
- Who Am I This Time? (1983)
- SUBWAYStories: Tales from the Underground (1997)
- En cuerpo y alma (serie de TV) (2011)
- Enlightened (serie de TV) (2011)
- The New Yorker Presents (serie de TV) (2015)
- Seven Seconds (serie de TV) (2018)

### Videos musicales
- The Perfect Kiss - New Order (1985)
- Streets of Philadelphia - Bruce Springsteen (1994)

## Premios y distinciones
Premios Óscar
| Año  | Categoría      | Trabajo nominado            | Resultado |
| ---- | -------------- | --------------------------- | --------- |
| 1992 | Mejor director | El silencio de los corderos | Ganador   |

Festival Internacional de Cine de Venecia
| Año  | Categoría                                      | Trabajo nominado  | Resultado |
| ---- | ---------------------------------------------- | ----------------- | --------- |
| 2007 | Premio FIPRESCI                                | Man from Plains   | Ganador   |
| 2007 | Premio EIUC (Horizontes)                       | Man from Plains   | Ganador   |
| 2008 | Premio Biografilm Lancia-Ficción               | La boda de Rachel | Ganador   |
| 2015 | Premio Persol de Tributo al talento visionario | -                 | Ganador   |